# Melbourne (Florida)
Melbourne es una ciudad ubicada en el condado de Brevard en el estado estadounidense de Florida. En el Censo de 2010 tenía una población de 76.068 habitantes y una densidad poblacional de 742,23 personas por km². La ciudad fue nombrada en honor de Melbourne su primer postmaster, Cornthwaite Juan Héctor, un inglés que había pasado gran parte de su vida en Melbourne, Australia.
El famoso cantante de rock de la banda The Doors, Jim Morrison, es originario de Melbourne.

## Geografía
Melbourne se encuentra ubicada en las coordenadas 28°6′59″N 80°38′45″O / 28.11639, -80.64583. Según la Oficina del Censo de los Estados Unidos, Melbourne tiene una superficie total de 102.49 km², de la cual 87.7 km² corresponden a tierra firme y (14.43%) 14.78 km² es agua.

## Demografía
Según el censo de 2010, había 76.068 personas residiendo en Melbourne. La densidad de población era de 742,23 hab./km². De los 76.068 habitantes, Melbourne estaba compuesto por el 80.93% blancos, el 10.3% eran afroamericanos, el 0.32% eran amerindios, el 3.12% eran asiáticos, el 0.09% eran isleños del Pacífico, el 2.09% eran de otras razas y el 3.15% pertenecían a dos o más razas. Del total de la población el 8.93% eran hispanos o latinos de cualquier raza.